# Chĩa

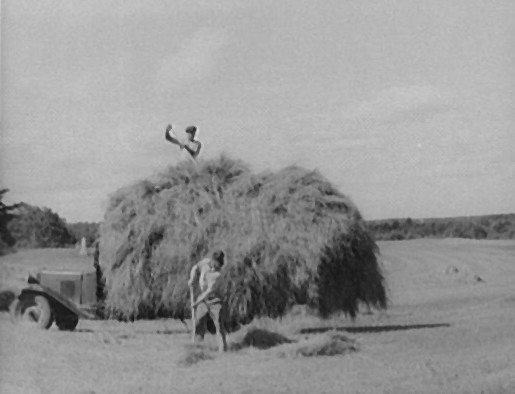
Hình một người đang dùng chĩa để gảy cỏ khô.

Cây chĩa, hay xỉa (tiếng Anh: Pitchfork) là một công cụ làm nông có cán cầm dài và hai đến năm răng dùng để nhấc lên rồi ném hoặc liệng những vật liệu rời như cỏ khô, rơm rạ, phân bón hoặc lá cây. Thuật ngữ còn được dùng thông dụng (nhưng không chính xác) để chỉ cây nĩa làm vườn. Dù có hình dáng tương đồng, nĩa làm vườn lại ngắn hơn và chắc hơn chĩa, có ba hoặc bốn răng dày hơn dùng để cày hoặc xới đất trong vườn.

## Thuật ngữ thay thế
Tại một vài vùng ở Anh, cây chĩa còn được gọi là prong. Tại một số vùng ở Ireland, từ sprong được dùng để chỉ cây chĩa có 4 răng.

## Miêu tả
Cây chĩa điển hình là một cây nĩa có hai răng được gắn vào một đầu của cán cầm. Răng của chĩa thường dược làm từ kim loại như thép, sắt rèn hoặc một vài hợp kim khác, dù cho răng có thể làm bằng gỗ hoặc tre. Cán cầm chĩa thường được làm bằng gỗ, đôi khi được bọc lại bằng nhựa hoặc cao su. Các cây chĩa thực thường có hai hoặc ba răng, trong khi nĩa bón phân có 4 răng trở lên. Tuy nhiên, một vài loại nĩa có ba răng trở lên còn được dùng để xử lý những vật liệu rời như cỏ khô hay cỏ ủ tươi. Những cây nĩa khác có thể sở hữu tới 10 răng. Số lượng răng và khoảng cách giữa chúng phụ thuộc vào mục đích sử dụng nĩa. Những cây nĩa có số lượng răng lớn hơn và khoảng cách nhỏ hơn được dùng để mang hoặc di chuyển những loại vật liệu rời như đất, cát, cỏ ủ tươi hoặc những loại hột thô hoặc lớn. Những cây nĩa có răng nhỏ hơn và khoảng cách giữa các răng nhỏ hơn thì dùng làm vật đỡ cỏ khô, rơm và các vật liệu cồng kềnh khác.

## Lịch sử hình thành
Tại châu Âu, cây chĩa lần đầu được sử dụng ở đầu Trung Cổ, vào khoảng cùng thời với cây bừa. Những cây chĩa như thế được làm hoàn toàn từ gỗ, không có răng kim loại như các loại chĩa sau này. Về mặt lịch sử, những cây chĩa đôi khi được dùng làm vũ khi ứng biến bởi những người không biết hoặc không thể tiếp cận những vũ khí chuyên dụng đắt đỏ hơn như kiếm và súng. Do đó, dĩa và lưỡi hái thường được những băng nhóm đông người hoặc nông dân giận dữ.

## Trong văn hóa đại chúng

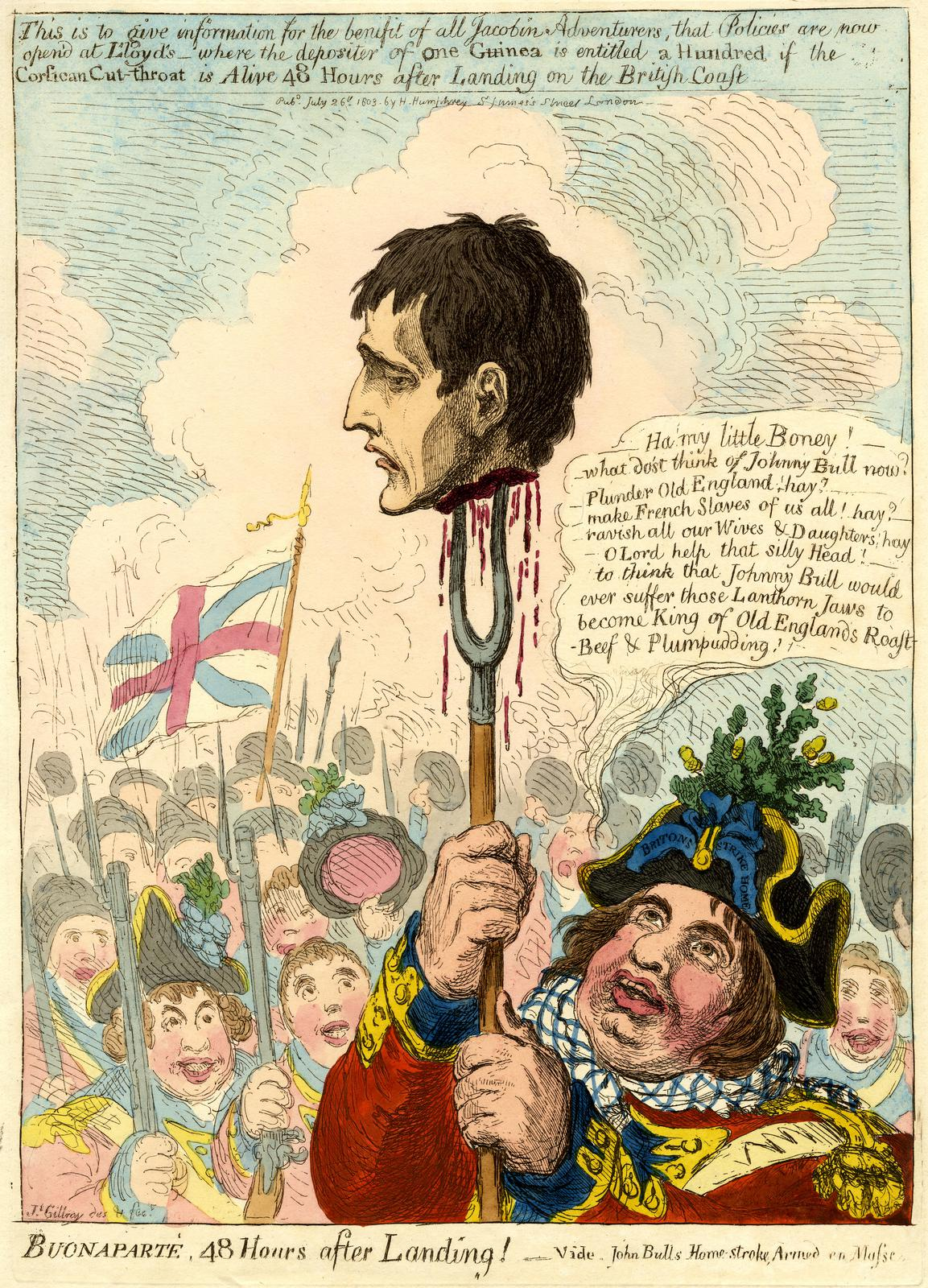
Bức tuyên truyền của James Gillray (1803) vẽ hình John Bull đang cầm chiếc đầu của Napoleon Bonaparte trên một cây chĩa sau một cuộc xâm lăng được cho là của Pháp.

### Bìa họa

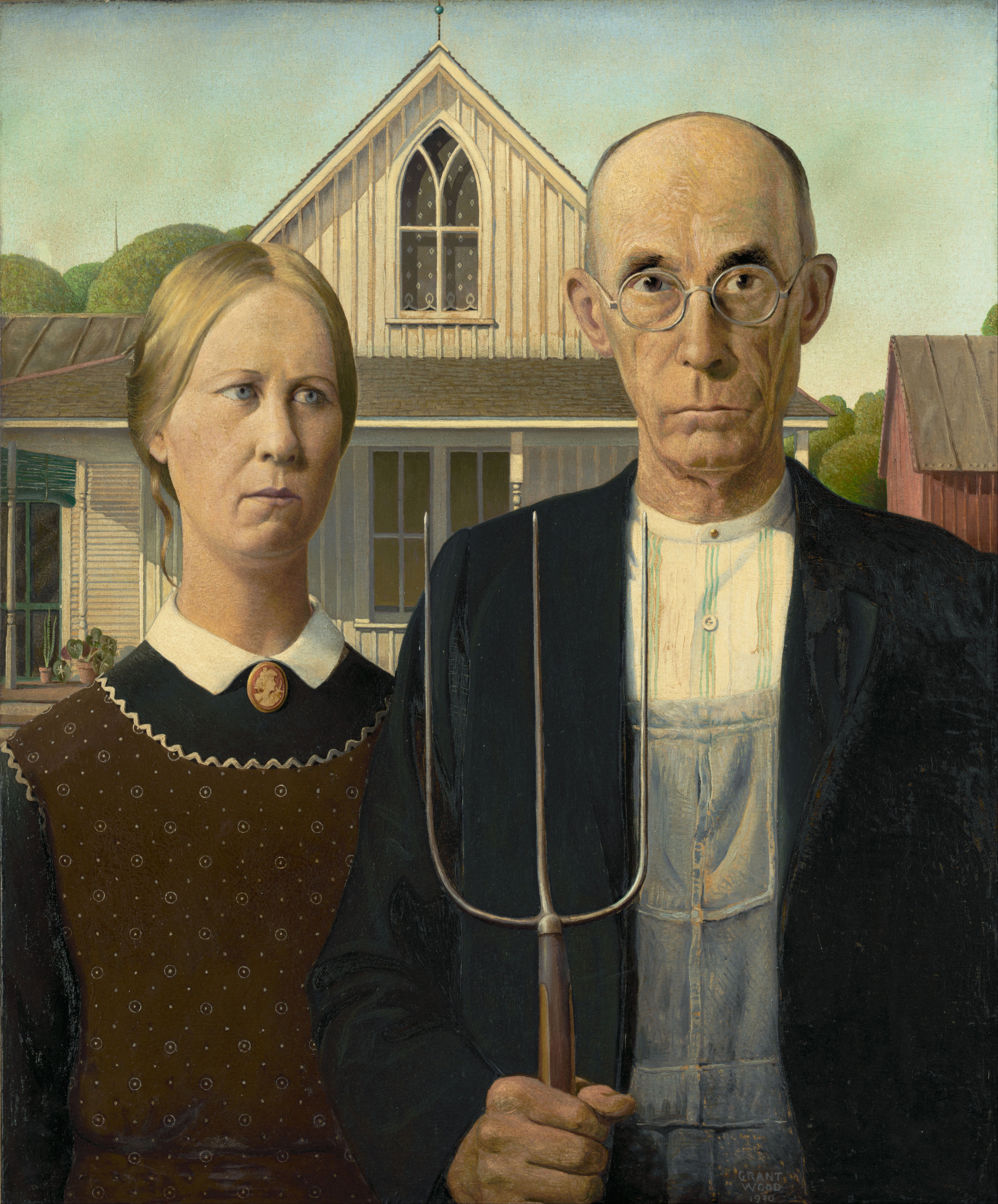
Bức American Gothic của Grant Wood vẽ năm 1930

Một tác phẩm nghệ thuật nổi tiếng của Mỹ là hình cây chĩa có 3 răng trong bức họa American Gothic (1930) của Grant Wood. Ngoài ra còn có các bức tranh của nhiều nghệ sĩ nữa miêu tả hàng loạt cây chĩa và những công cụ khác.

### Chính trị
Do liên hệ tới nông dân và nông nghiệp, hình ảnh cây chĩa được dùng làm biểu tượng dân túy và chọn làm biệt hiệu cho các nhân vật dân túy cộm cán như "Pitchfork" Ben Tillman và "Pitchfork" Pat Buchanan. Một băng nhóm đường phố ở Trung Tây Hoa Kỳ là The Gangster Disciples đã sử dụng một cây chĩa ba răng làm một trong những biểu tượng của họ. Đảng chính trị cực tả của Venezuela, Trật tự Mới cũng sử dụng cây chĩa ba răng làm biểu tượng của họ.

### Biểu tượng tôn giáo
Cây chĩa thường được dùng thay cho cây đinh ba trong các bức chân dung nổi tiếng và châm biếm nghiên cứu ma quỷ của người Cơ đốc giáo. Nhiều bộ phim hoạt hình hài hước (bằng hoạt hình và các hình thức khác) đều có tranh biếm họa một con quỷ được cho là đang cầm một cây "chĩa" (thông thường thật ra là một cây đinh ba), ngồi trên góc một vai của nhân vật chính, đối diện với thiên thần ngồi ở góc vai còn lại. Một vị thần thoại Hy Lạp là Hades đã sử dụng một cây nĩa hai răng, thứ vũ khí có hai răng nhọn tương đương với hình dáng của một cây chĩa nhưng thật sự liên quan đinh ba cả về góc độ thiết kế lẫn mục đích.